# Liliana Mumy
Liliana Berry Davis Mumy, född 16 april 1994 i San Marcos, Kalifornien, är en amerikansk skådespelerska och röstskådespelare. Hon är bland annat känd för att ha spelat rollen som Jessica Baker i filmerna Fullt hus och Fullt hus igen och gjort rösten till Mertle Edmonds i Lilo & Stitchserien (både filmerna och TV-serien).